# مارك روبنشتاين
مارك روبنشتاين (بالإنجليزية: Mark Rubinstein)‏ هو أستاذ جامعي واقتصادي أمريكي، ولد في 8 يونيو 1944، وتوفي في 9 مايو 2019 في تيبورون في الولايات المتحدة.